# Bränntjärnen (Överluleå socken, Norrbotten)
Bränntjärnen är en sjö i Bodens kommun och Älvsbyns kommun i Norrbotten och ingår i Piteälvens huvudavrinningsområde. Sjön har en area på 0,157 kvadratkilometer och ligger 192,3 meter över havet.

## Delavrinningsområde
Bränntjärnen ingår i det delavrinningsområde (731523-173233) som SMHI kallar för Mynnar i Stockforsälven. Medelhöjden är 162 meter över havet och ytan är 18,77 kvadratkilometer. Räknas de 6 avrinningsområdena uppströms in blir den ackumulerade arean 84,73 kvadratkilometer. Stockforsälven som avvattnar avrinningsområdet har biflödesordning 3, vilket innebär att vattnet flödar genom totalt 3 vattendrag innan det når havet efter 68 kilometer. Avrinningsområdet består mestadels av skog (88 procent). Avrinningsområdet har 0,29 kvadratkilometer vattenytor vilket ger det en sjöprocent på 1,6 procent.